# Kościół Matki Bożej Zbaraskiej w Prałkowcach
Kościół Matki Bożej Zbaraskiej w Prałkowcach – murowana, parafialna świątynia, wcześniej cerkiew greckokatolicka, znajdująca się w Prałkowcach.
Świątynia została ufundowana w 1842 przez Eustachego Drużbackiego, w miejscu starszej, drewnianej cerkwi, która spłonęła w 1840. 
Po wysiedleniu ludności ukraińskiej w latach 1945–1947 została przejęta przez Kościół rzymskokatolicki. W latach 60. XX wieku została wyremontowana. Dobudowano też chór muzyczny, zakrystię i mieszkanie dla księdza. Współcześnie kościół należy do księży michalitów.
W ołtarzu głównym znajduje się obraz Matki Boskiej Częstochowskiej z XVI wieku namalowany na blasze miedzianej. Współcześnie został on osadzony na metalowej płycie z płaskorzeźbami polskich orłów. Obraz znajdował się pierwotnie w kościele bernardynów w Zbarażu. Według tradycji modlił się przed nim król Jan III Sobieski. Król Michał Korybut Wiśniowiecki ufundował dla niego srebrną sukienkę. Po II wojnie światowej bernardyni przewieźli obraz do Leżajska, a od 1972 znajduje się w Prałkowcach.

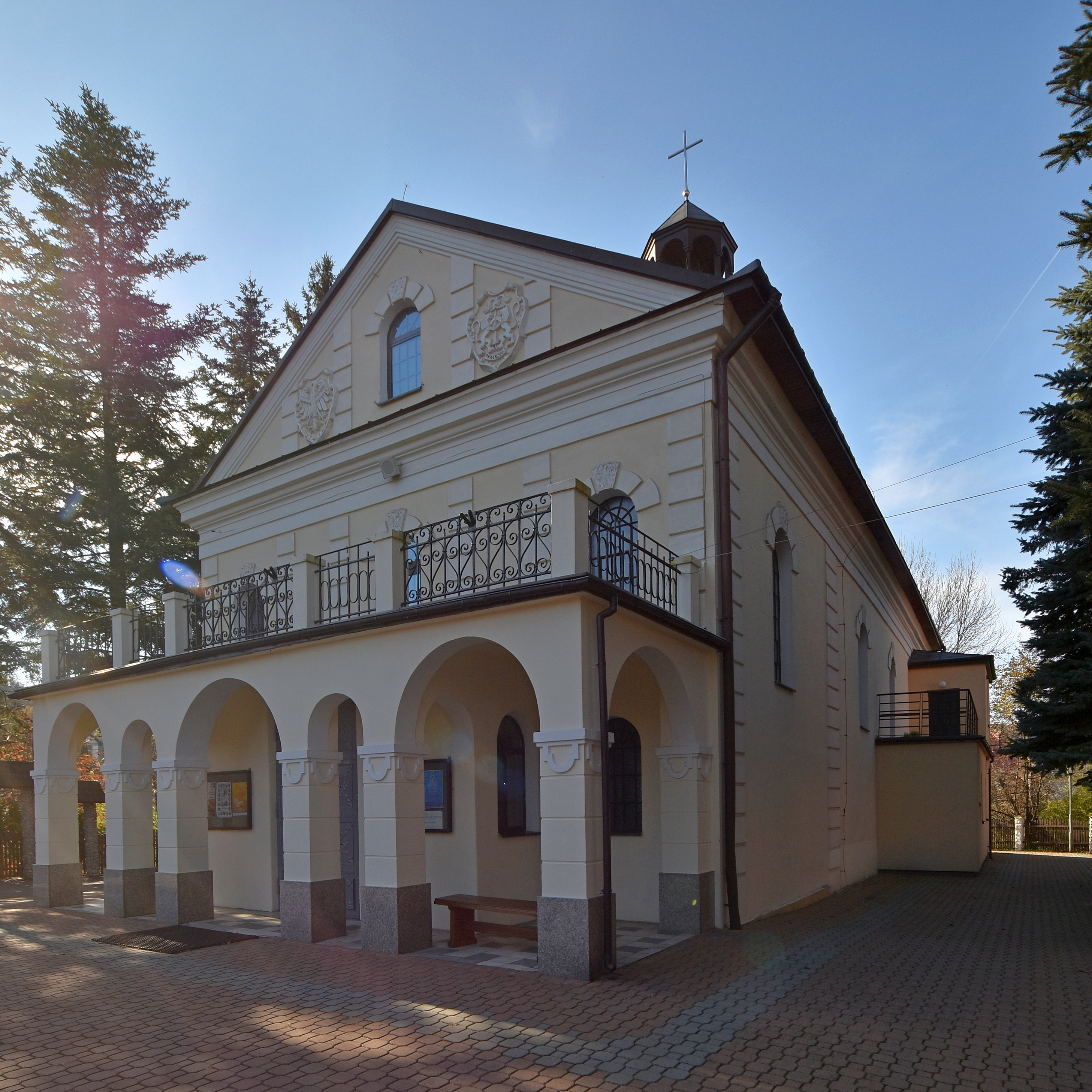
Elewacja frontowa
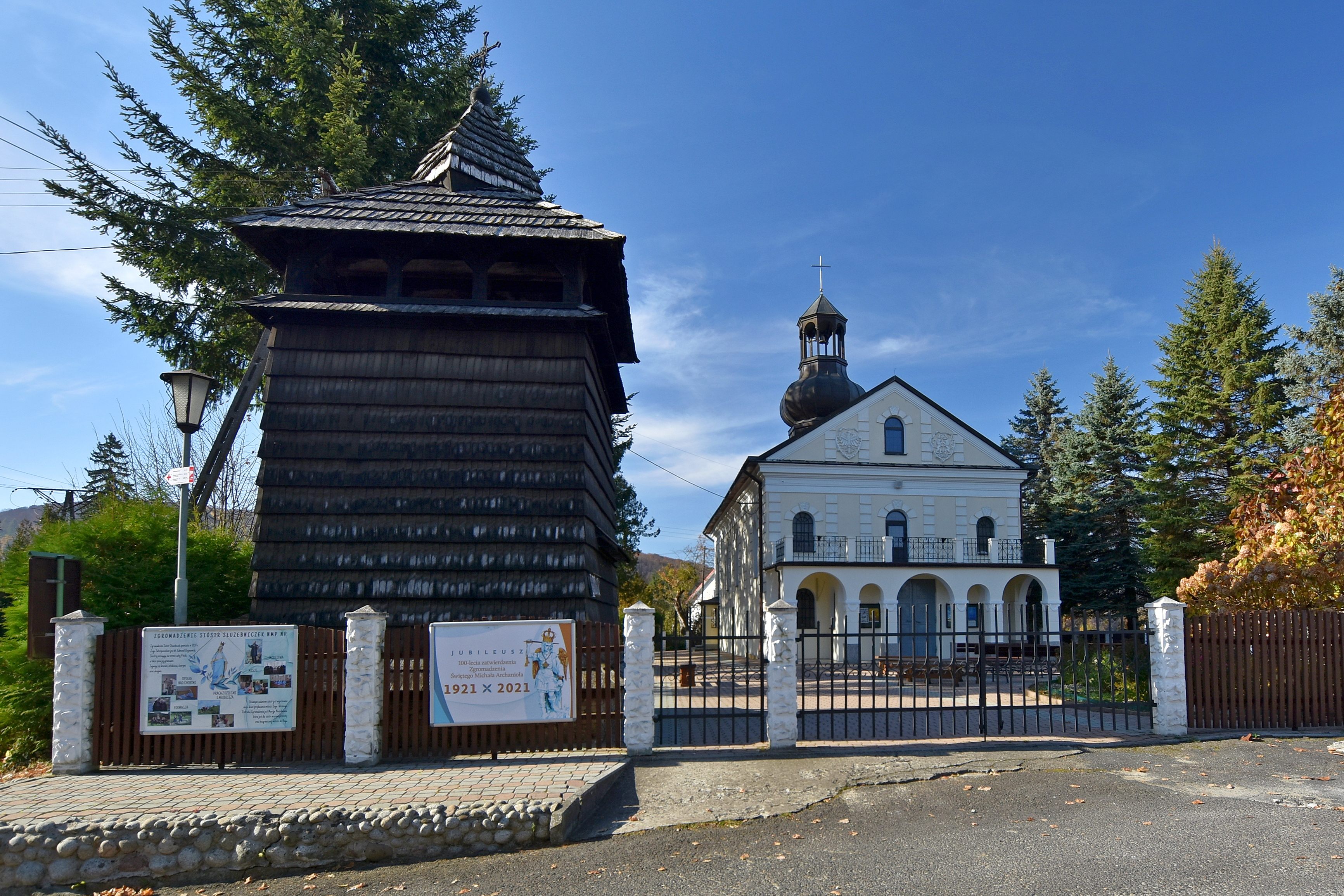
Widok ogólny z zabytkową dzwonnicą
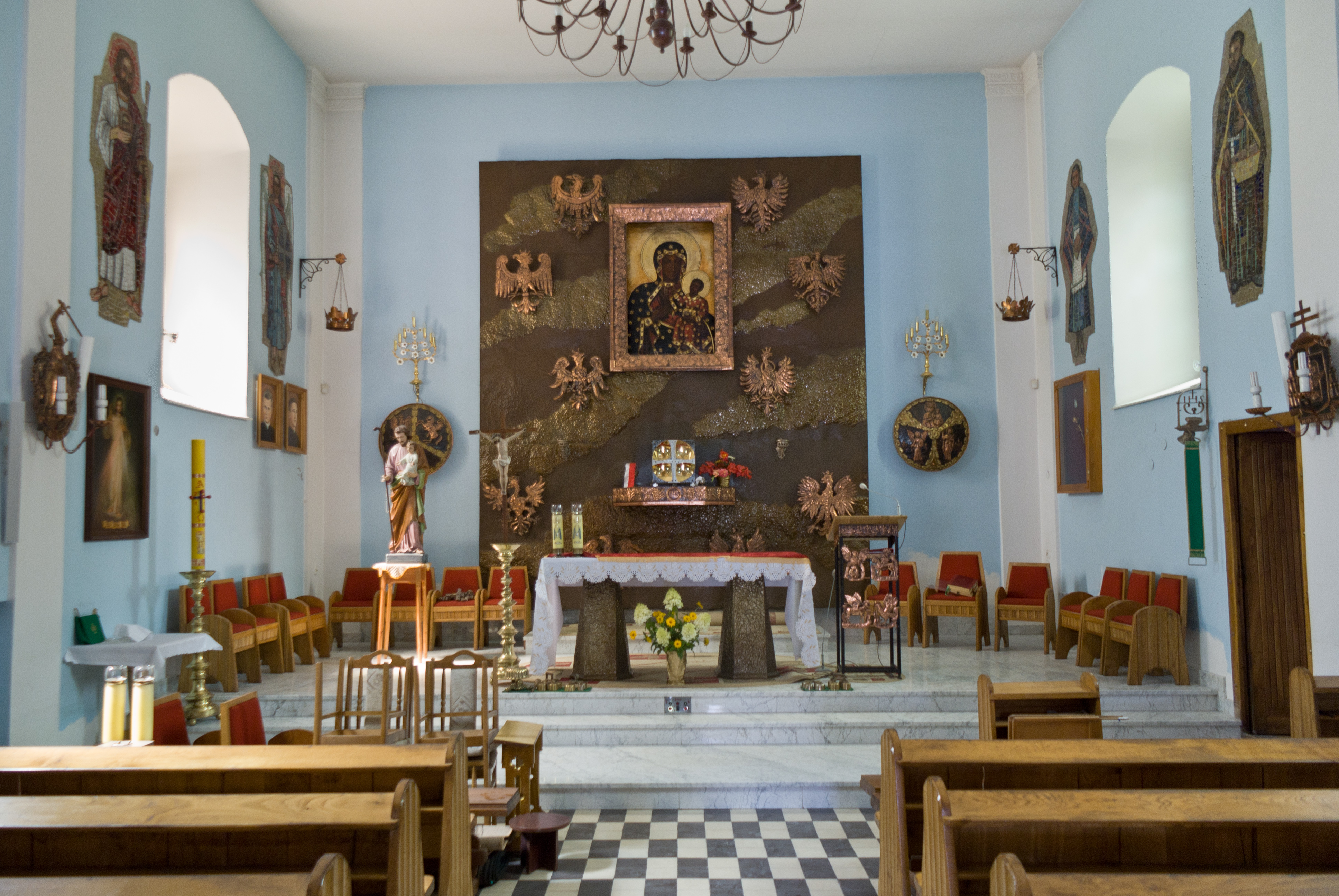
Wnętrze

Drewniana dzwonnica została włączona do podkarpackiego Szlaku Architektury Drewnianej.